# Takis Emmanuel
Takis Emmanuel (Missolungi, 1933 – Atene, 26 agosto 2017) è stato un attore greco.

## Filmografia parziale

### Cinema
- Elettra (Ilektra), regia di Michael Cacoyannis (1962)
- Giovani prede (Mikres Afrodites), regia di Nikos Koundouros (1963)
- Zorba il greco (Alexis Zorbas), regia di Michael Cacoyannis (1964)
- Gioco perverso (The Magus), regia di Guy Green (1968)
- Edipo re (Oedipus the King), regia di Philip Saville (1968)
- I sette senza gloria (Play Dirty), regia di André De Toth (1969)
- Agente 007 - Al servizio segreto di Sua Maestà (On Her Majesty's Secret Service), regia di Peter Hunt (1969)
- I diavoli del mare (Hell Boats), regia di Paul Wendkos (1970)
- 4 per Cordoba (Cannon for Cordoba), regia di Paul Wendkos (1970)
- N.P. - Il segreto, regia di Silvano Agosti (1971)
- Il viaggio fantastico di Sinbad (The Golden Voyage of Sinbad), regia di Gordon Hessler (1973)
- Toccarlo... porta fortuna (That Lucky Touch), regia di Christopher Miles (1975)
- Il leone del deserto (Lion of the Desert), regia di Mustafa Akkad (1981)

### Televisione
- Who Pays the Ferryman? (1977)
- Levkas Man (1981)